# 圣克里斯托瓦尔登特雷维尼亚斯
圣克里斯托瓦尔登特雷维尼亚斯，是西班牙卡斯蒂利亚-莱昂萨莫拉省的一个市镇。 总面积43平方公里，总人口1645人（2001年），人口密度38人/平方公里。